# Kulturinitiative Kürbis
Die Kulturinitiative Kürbis ist ein österreichischer Kulturverein, gegründet 1978, der sich als Plattform für aktive Kulturarbeit versteht und seinen Sitz in Wies in der Südweststeiermark hat.

## Kulturinitiative
Im „Kürbis“ arbeiten Kulturschaffende aus den Bereichen Theater, Literatur, Bildende Kunst, Fotografie und Musik an einem ganzjährigen Kulturprogramm. Die breite künstlerische Palette wird zudem durch den Verlag edition kürbis und das Plattenlabel pumpkinrecords ergänzt.
Inhaltlich stellt das Programm der Kulturinitiative einen Crossover aus der Verbundenheit zu regionaler Tradition und der Offenheit gegenüber Experimentellem und Neuem dar. Für die kontinuierliche jahrzehntelange Kulturarbeit erhielt die KI Kürbis den Österreichischen Kunstpreis für Kulturinitiativen 2015.

## Theater im Kürbis
Begonnen hat die Geschichte der Kulturinitiative 1971 mit der Kulturarbeit im Kreis der Landjugend Wies und vor allem mit der Freude junger Menschen am Theaterspiel.
1976 beschloss man, das Theaterspielen auf ein semi-professionelles Niveau zu heben, und gründete den Verein „Kalendarium“. Damit war ein Verein entstanden, der nicht nur Produktionen wie den namensgebenden „Burgstaller Bauerkalender“ und Kabarett auf die Bühne brachte, sondern auch Aufführungen klassischer und zeitgenössischer Autoren. Die Gruppe wurde 1979 mit dem Ehrenpreis für die interessanteste Aufführung aus dem ländlichen Raum bei den Internationalen Theatertagen der Jugend in Bad Radkersburg und 1982 mit dem Preis für die beste Ensembleleistung bei den Internationalen Theatertagen der Jugend in St. Lambrecht ausgezeichnet.
Vor allem für die Verdienste um das moderne Volksstück erhielt die KI Kürbis Wies  2002 auch den Volkskulturpreis des Landes Steiermark.
1987 baute man den Dachboden des örtlichen Rüsthauses zu einem eigenen Theater, dem Theater im Kürbis, um, ab 1993 konnte die Kulturinitiative auch die von der Marktgemeinde Wies gepachtete Schlosstenne Burgstall benützen, wo seither jährlich Sommertheater-Produktionen aufgeführt werden.
Ab 1987 begann auch der Umbau der Kulturinitiative von einem reinen Theaterverein zu einem Mehrspartenbetrieb, der sich möglichst vielen verschiedenen Genres und Kunstformen widmet. Seither werden im Theater im Kürbis sowie an diversen weiteren Spielstätten in Wies und der Region auch Lesungen, Konzerte, Ausstellungen und kulturpolitische Podiumsgespräche veranstaltet.
Insgesamt finden jährlich mindestens drei bis fünf eigene Theaterproduktionen statt. Im Programm finden sich Klassiker von William Shakespeare, Edgar Allan Poe oder Bertolt Brecht und zeitgenössische Autoren wie Felix Mitterer, Dario Fo und Daniel Glattauer ebenso wie experimentelle Versuche und Uraufführungen junger Autoren, u. a. wurde 2001 ein Kurzstückewettbewerb ausgeschrieben.
Des Weiteren richtet man seit 1988 internationale Theaterfestivals aus, seit 1992 (seit 2005 in Zusammenarbeit mit dem Theaterland Steiermark) immer im Frühjahr das Internationale Figurentheaterfestival „Sommertraumhafen“, zu dem Gruppen aus ganz Europa in die Region kommen.
Ein wichtiges Standbein ist die Werkstatt-Arbeit der KI Kürbis. Entstanden 1972 aus der Reihe „Spielplatz“ wurde 1995 die Theaterwerkstatt für Jugendliche initiiert. Seit 2013 werden gezielt Werkstätten im Bereich Theater (mit abschließenden Produktionen), aber auch in den Bereichen Schreiben, Malen und Fotografie für Kinder und Jugendliche angeboten.

## Atelier im Schwimmbad
Ab den 2000er-Jahren widmet sich die Kulturinitiative Kürbis verstärkt auch der Bildenden Kunst.
Im Foyer des Theaters im Kürbis zeigen Künstler jeweils ein Jahr lang ihre Arbeiten. Ausstellungen haben eine Zeitlang auch in den Räumlichkeiten des Rathauses in Wies stattgefunden.
Seit 2010 werden auch Künstler eingeladen, Arbeiten im Rahmen von „Kunst im öffentlichen Raum“ zu realisieren, unter anderem finden sich im Großraum Wies künstlerische Interventionen von Erwin Posarnig, Wolfgang Temmel, Bernhard Wolf, Viktor Kröll, Andrea Schlemmer und anderen.
2012 wurde das Atelier im Schwimmbad eröffnet, das sowohl als Arbeitsstätte für Künstler als auch als Begegnungsstätte mit aktueller Kunst konzipiert ist. Dort werden zweimal im Jahr von der KI Kürbis Künstler als artists in residence eingeladen.
Dazu findet jährlich im Herbst der „Wieser Kunsttag“ statt, an dem verschiedene Kunstformen an verschiedenen Orten in Wies gezeigt werden.

## edition kürbis
Ab 1989 fungierte der österreichische Schriftsteller Wolfgang Pollanz, der u. a. auch einer der Programmgestalter des Kulturvereins ist, als Herausgeber eines Kleinverlags innerhalb der Kulturinitiative.
Gleich eine der ersten Veröffentlichungen hat den neuen Kleinverlag über einschlägige Kreise hinaus bekannt gemacht, namentlich der Prosaband „Bei den schönsten Frauen der Welt“ des in Stainz lebenden steirischen Dichters Reinhard P. Gruber.
Weitere Bücher von Andrea Wolfmayr, Mike Markart, Alfred P.Schmid, Anna Nöst, Werner Schandor und Martin Wanko folgten, darunter auch Barbara Frischmuths Kinderbuch „Die Geschichte vom Stainzer Kürbiskern“ und der von Lilian Faschinger übersetzte Gedichtband „The emptiness between stars“ des blinden New Yorker Autors Stephen Kuusisto in einer deutsch-englischen Sonderausgabe jeweils in Schwarz- und Brailledruck, ein Modul des Projektes „sinnlos“ im Rahmen von Graz 2003 des ebenfalls in Wies lebenden Künstlers Wolfgang Temmel.
Daneben hat sich die "edition kürbis" auch auf die Herausgabe von Anthologien spezialisiert, bislang sind Bücher zu Themen wie Popmusik ("Lauter Lärm", 1994), Bahnfahren ("Höchste Eisenbahn", 1992), Essen ("Menschen.Fresser", 1996), Trinken ("Siebenzehntel", 1994), Science-Fiction ("2001", 2001), Weihnachten (Festes Froh", 1996), Reisen (Auf&davon, 2010) oder Sex ("SEX", 1998, bzw. SEX, Volume 2, 2005) herausgekommen, die Palette der Autoren reicht von den Bachmann-Preisträgern Franzobel und Peter Glaser bis zum Wiener Autor Daniel Wisser, von Andrea Sailer bis Monika Wogrolly.
2006 erschien die Autobiographie „Alpenkönig und Menschenfreund“ des österreichischen Popstars Austrofred.
Ab 2015 erscheint in der edition kürbis die Reihe „Pop! Goes the Pumpkin“ mit literarischen Texten zum Thema „Popmusik“.

## pumpkinrecords
pumpkinrecords ist ein österreichisches Indie-Label, das ebenfalls von der Kulturinitiative Kürbis betrieben wird.
Gegründet wurde es vom österreichischen Autor Wolfgang Pollanz, dessen erklärtes Ziel es ist, Musik abseits des Pop-Mainstreams herauszubringen. Die Palette reicht von Post-Rock über Singer-Songwriter-Acts bis zu Elektro-Pop.